# Минин, Ефим Семёнович
Ефим Семёнович Минин (8 [20] октября 1896, Сураж, Витебская губерния — 29 декабря 1937, Витебск) — белорусский художник, график.

## Биография

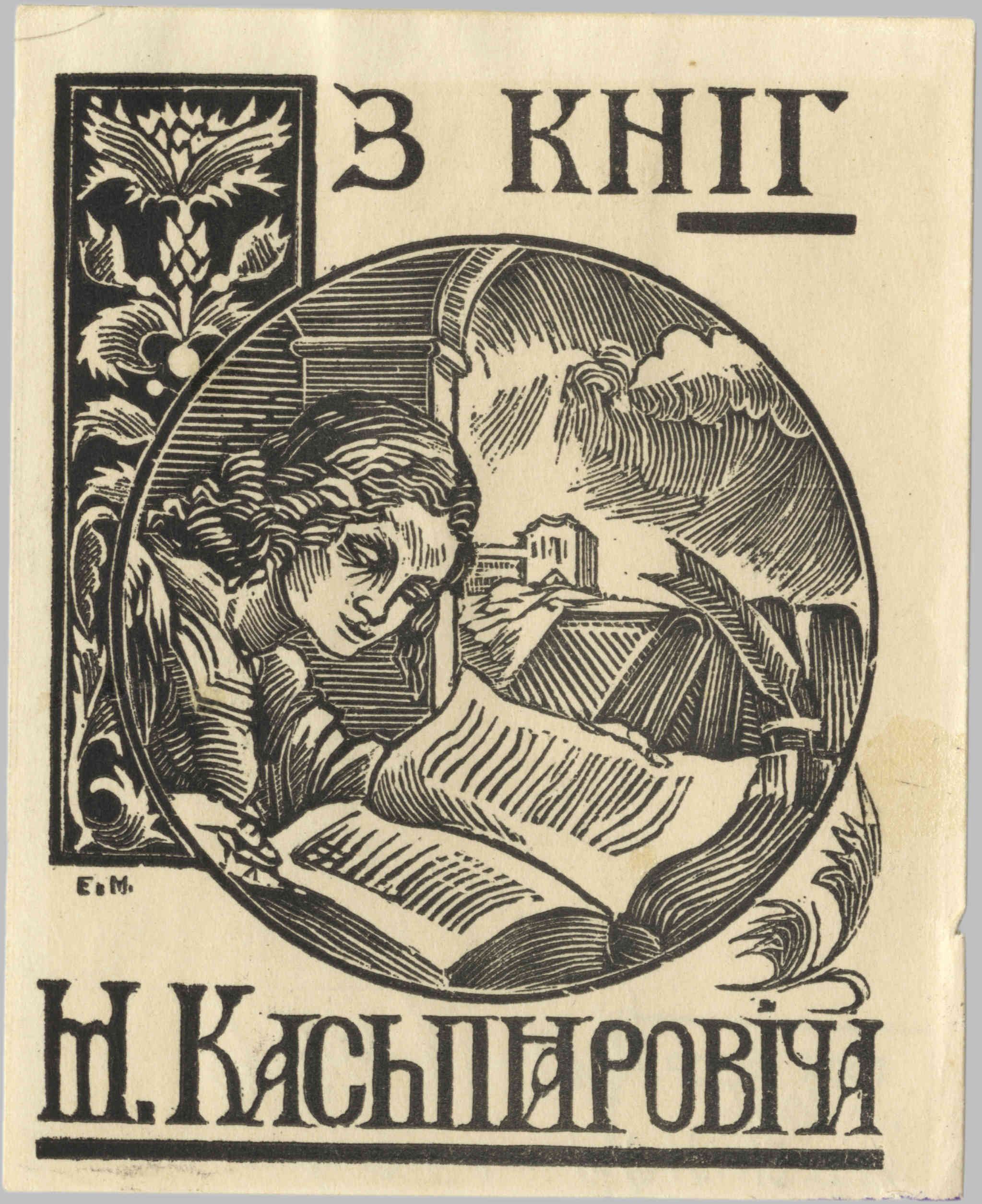
Экслибрис (1925)

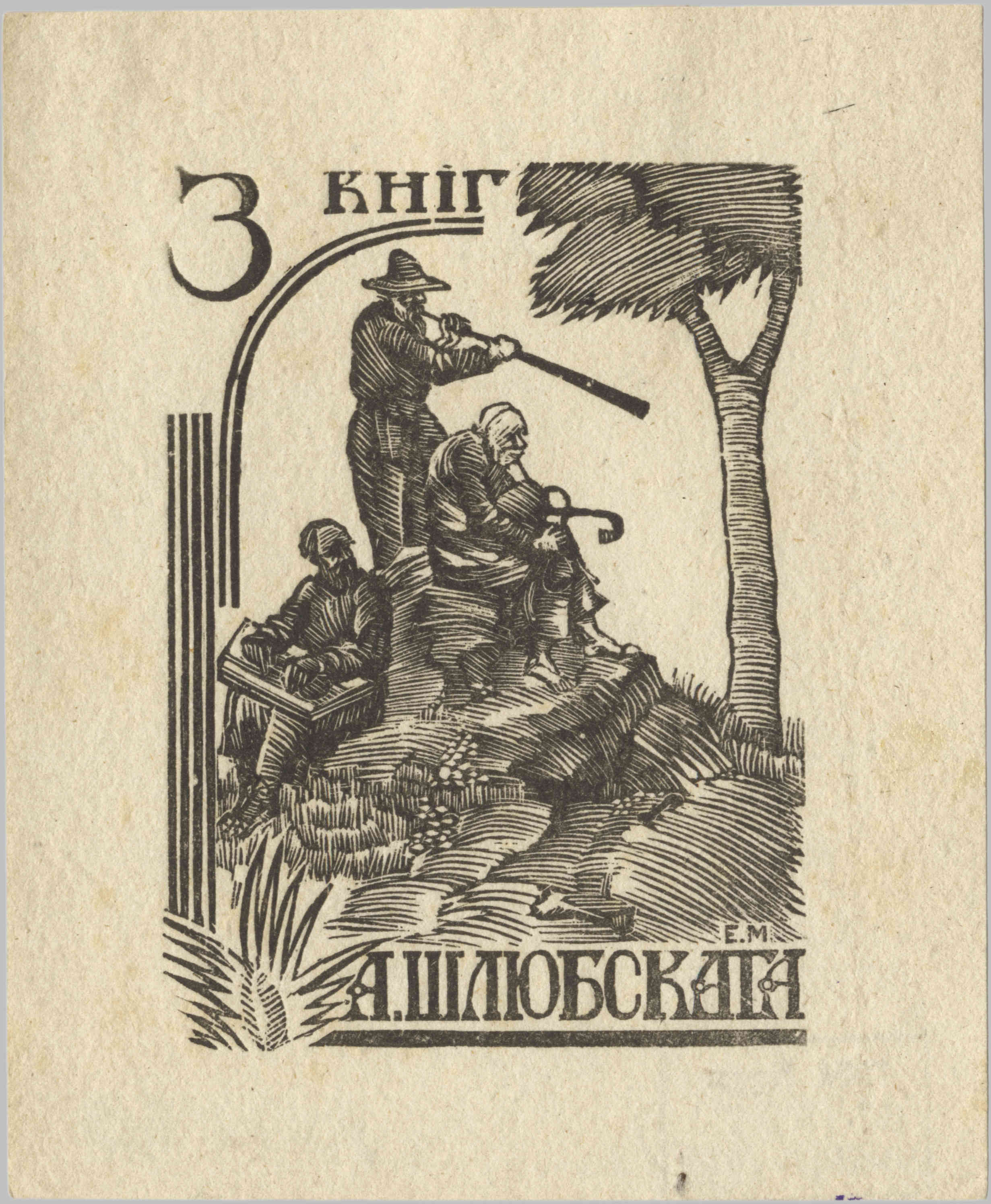
Экслибрис (1926)

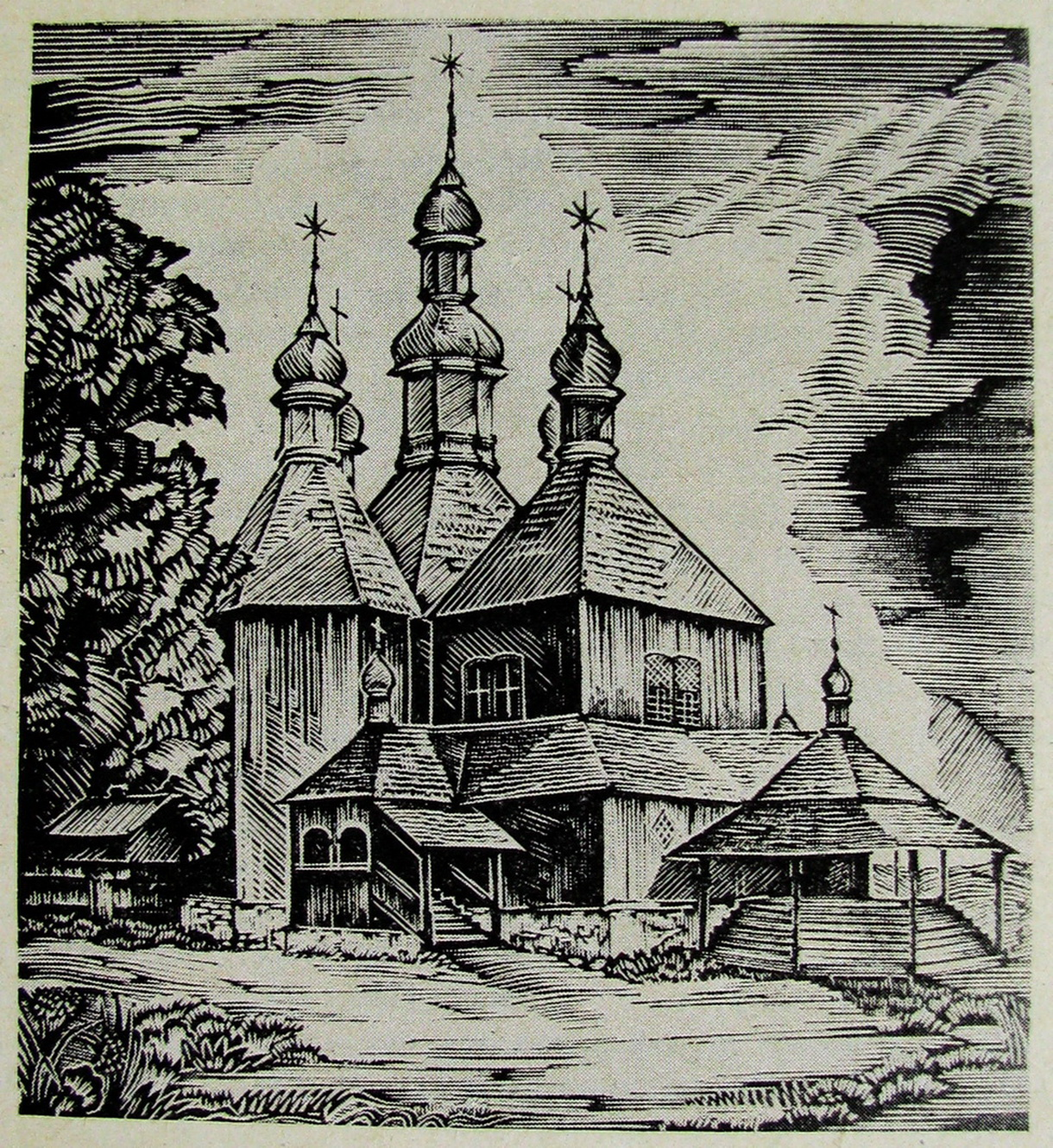
Я. Минин «Ильинская церковь в Витебске», 1927

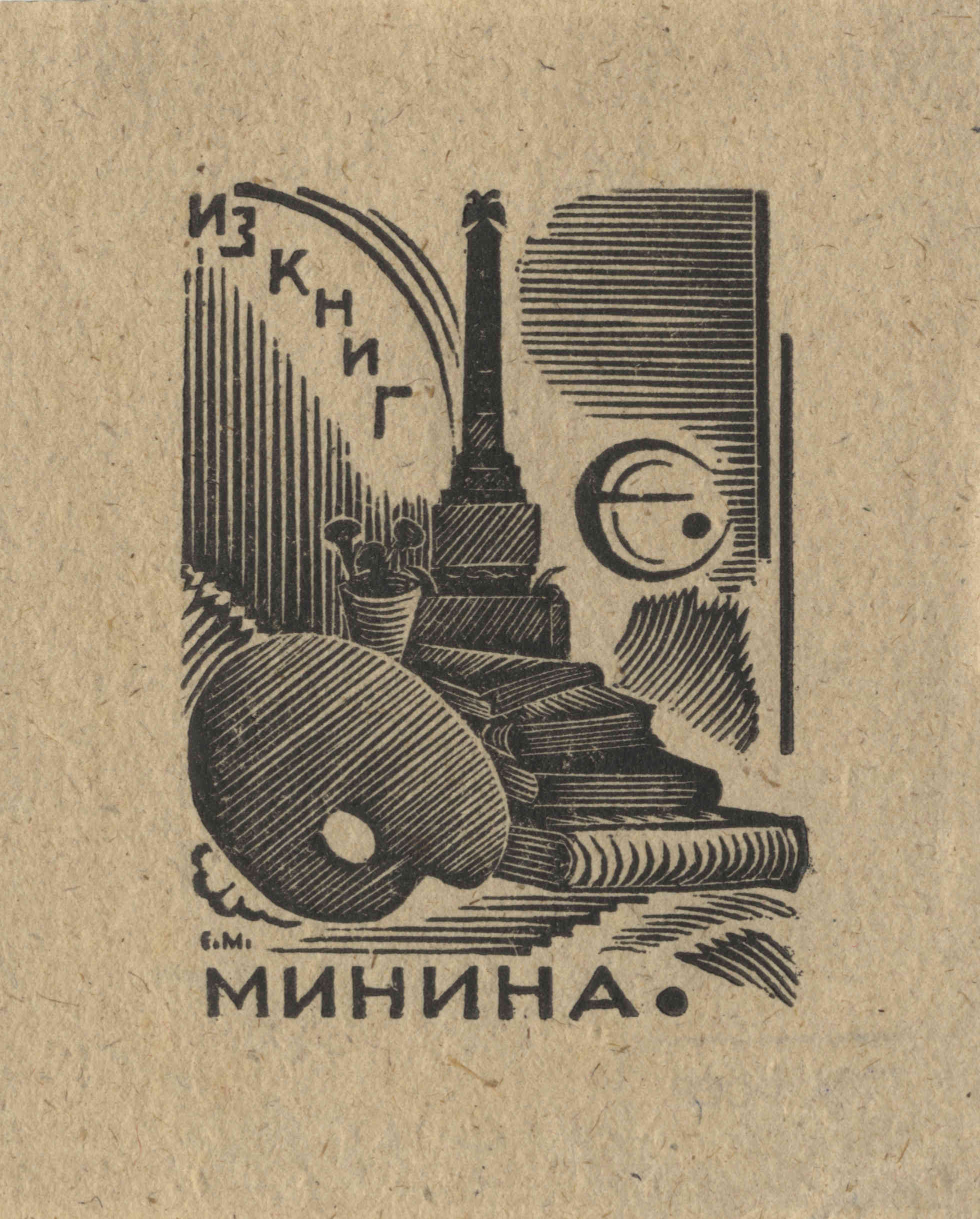
Автоэкслибрис (1927—1929)

В 1913—1915 обучался в Витебском коммерческом училище В. Грекова. Служил в армии.
После демобилизации в 1918 поступил в Витебское художественное училище к Юделю Пэну, также был учеником Соломона Юдовина.
В 1920—1921 преподавал в Витебском художественно-практическом институте. В связи с несогласием с действиями нового руководства института вместе с Пэном (проректором по учебной работе), Юдовиным и группой студентов 23 сентября 1923 выступил с коллективным заявлением об уходе и покинул институт.
Позже, до конца 1920-х годов преподавал в Витебском еврейском педагогическом техникуме.
Арестован 1 ноября 1937 в Витебске. Постановлением Комиссии Народного комиссариата внутренних дел (НКВД) и Прокуратуры СССР от 19.11.1937 приговорен к расстрелу. Приговор приведен в исполнение 29 декабря того же года в подвале здания УНКВД г. Витебска.
Реабилитирован посмертно в 1958 году.

## Творчество
Художник-график, портретист. С 1920 работал главным образом в технике ксилографии. Ведущей темой творчества были городские пейзажи Витебска. Занимался экслибрисом.
С 1928 участвовал в выставках.

## Музеи
- Государственный музей изобразительных искусств имени А. С. Пушкина, Москва;
- Витебский областной краеведческий музей;
- Национальный художественный музей Республики Беларусь, Минск.